# Oncidium pubes
O Oncidium pubes é uma espécie de orquídeas do gênero Oncidium, da subfamília Epidendroideae, pertencente à  família das Orquidáceas. É nativa da Colômbia, Brasil e Argentina.

## Sinônimos
- Oncidium puberum Spreng. (1827)
- Oncidium bicornutum Hook. (1831)
- Oncidium phantasmaticum Lem. (1857)
- Baptistonia pubes (Lindl.) Chiron & V.P. Castro (2004)